# العالم البرجوازي الزائل (رواية)
العالم البرجوازي الزائل (بالإنجليزية: The Late Bourgeois World) هي رواية للكاتبة الجنوب أفريقية والحاصلة على جائزة نوبل نادين غورديمير، نشرت عام 1966، لأول مرة عن دار نشر فيكتور غولانس.ترجمها للعربية سمير عبد ربه وصدرت عن المركز القومي للترجمة سنة 2002.الرواية عالجت قضايا الفصل العنصري في جنوب أفريقيا من داخل الوسط الأبيض البرجوازي، عبر مساءلة الضمير الليبرالي وأوهام النقاء الأخلاقي في مجتمع منقسم عرقيًا. وقد مُنعت الرواية فور صدورها في جنوب أفريقيا لما تحتويه من انتقادات حادة لسياسات الأبارتايد.

## ملخص الرواية
كتبت الرواية في ستينيات القرن العشرين، في أوج سياسات الفصل العنصري الصارمة. يمثل عالم ليز البرجوازي الطبقة البيضاء التي ترفض العنف لكنها عاجزة عن اتخاذ مواقف عملية، وتعيش في عزلة عن واقع السود. تسائل الرواية ما إذا كان من الممكن التمرد على هذا النظام من داخله، دون الوقوع في التواطؤ الصامت. وقد وظفت غورديمر هذه القصة لتُظهر المفارقة بين رفاهية البيض وقهر الأغلبية السوداء.تحكي الرواية قصة ليز فان ساندت، امرأة بيضاء تنتمي للطبقة الوسطى في جوهانسبرغ، تعيش حالة من التفكك الداخلي بعد انتحار زوجها السابق ماكس، المناضل السابق في حركة التحرير. كانت ليز وماكس يشاركان في النضال السياسي ضد نظام الفصل العنصري، لكن فشل ماكس في تنفيذ عملية مقاومة وسجنه ثم انتحاره خلقا فراغًا وجوديًا وسياسيًا لدى البطلة. تطلب منها الحركة السرية تقديم خدمة محفوفة بالمخاطر لأحد الناشطين، فتصبح في مفترق طرق بين الخوف، والواجب الأخلاقي، والحنين إلى زمن الثورة.

## الشخصيات
- ليز فان ساندت – بطلة الرواية، مثقفة تعيش صراعًا بين الإرادة الفردية ومسؤوليتها التاريخية.
- ماكس – زوجها السابق، مناضل سابق أقدم على الانتحار بعد خيانة رفاقه.
- دوغلاس – صديق ليز الحالي، رجل أعمال يمثل الاستسلام للواقع.
- أليكس – ناشط في حركة التحرير، يطلب من ليز المساعدة للهروب.
- والدة ليز – ترمز للطبقة البيضاء التي ترفض أي تغير اجتماعي.

## تحليل نقدي
اعتُبرت الرواية في الغرب نصًا تأسيسيًا في أدب ما بعد الكولونيالية، وتناولت دراسات عديدة فكرتها عن "الخيانة البيضاء" و"الحياد الأخلاقي" و"الليبرالية الفارغة". وفي جنوب أفريقيا، أثارت الرواية نقاشًا واسعًا حول دور المثقف الأبيض في معركة الحرية.تعرضت الرواية للحظر من التداول في جنوب أفريقيا بمجرد نشرها، حيث اعتبرتها السلطات نصًا يهدد النظام العام، ويسيء لصورة البيض. وقد بررت الحكومة قرارها بالتحجج بأن الرواية تصور علاقات جنسية بين السود والبيض، إلا أن السبب الحقيقي كان الموقف السياسي المناهض للأبارتايد، وفضح الرواية لتعقيدات الحياة البيضاء المنفصلة عن الواقع.كما تكشف الرواية عن العالم البرجوازي بوصفه "زائلًا" لأنه عاجز عن تجديد نفسه، وغير قادر على التفاعل مع متغيرات الواقع. تسخر غورديمر من القيم الزائفة للنخبة البيضاء التي تدّعي الإنسانية بينما تعيش مرفهة فوق أنقاض ظلم منهجي. وتُظهر الكاتبة كيف أن البطل السياسي (ماكس) قد انهزم لأنه لم يكن قادرًا على تجاوز تردده البرجوازي.يقول المترجم سمير عبد ربه: "نادين غورديمر تريد أن تقول إن البيض في جنوب أفريقيا مجردون من الإنسانية، حتى إنهم يخافون من العيش كسائر البشر، ويخشون التعامل بصدق مع أحاسيسهم؛ لأنهم موافقون ضمنًا على قوانين غير إنسانية".أما المشهد السردي الأهم في الرواية فهو حين تتأمل ليز صورة الأرض من الجو وتفكر في الموت والحب والفضاء والأبدية، في مزيج نثري شعري يلخّص رغبة الشخصية في تجاوز القيد المادي والبحث عن المعنى في زمن بلا معنى.